# Тихик (Врионис)
Митрополи́т Ти́хик (греч. Μητροπολίτης Τυχικός, в миру Ма́риос Врио́нис, греч. Μάριος Βρυώνης; 8 декабря 1981, деревня Месана, округ Пафос) — епископ Кипрской православной церкви, бывший митрополит Пафский.

## Биография
С 1999 по 2004 год учился в семинарии имени апостола Варнавы в Никосии, где окончил оба курса: младший (трёхлетний) и старший (двухлетний). После окончания семинарии он остался на год в Пафской метрополии и готовился к поступлению в богословскую школу.
В 2005 году, сдав всекипрский экзамен, он поступил в богословскую школу Университета Аристотеля в Салониках на факультет пастырского и социального богословия, где учился по стипендии Пафской митрополии.
2 августа 2008 года он был рукоположен в сан диакона митрополитом Пафским Георгием (Папахрисостому) с наречением имени Тихик. В течение года в качестве дьякона он служил в Салониках в церкви Панагия Райтикос, в то время как каждый четверг он участвовал в качестве диакона в литургиях в церкви Святой Троицы богословской школы.
В 2009 году он окончил богословскую школу в Университета Аристотеля в Салониках.
20 февраля 2010 года он был рукоположен в сан пресвитера митрополитом Пафосским Георгием (Папахрисостому) с возведением сан архимандрита. Служил протосинкеллом и проповедником Пафской метрополии. Проповедовал по всей Пафской митрополии.
В мае 2012 года он отправился в Лондон и Бристоль, Англия, для обучения в аспирантуре и изучения английского языка. В то же время он служил настоятелем в церкви апостола Андрея Первозванного в Уэстон-сьюпер-Мэре.
В сентябре 2014 года он вернулся к своим обязанностям в Пафской митрополии и в том же месяце одновременно поступил в аспирантуру Университета «Неаполис» в Пафосе на факультет теологии. Со своей диссертацией на тему «Апостолы и их преемники в митрополичьем регионе Пафос» он получил степень магистра с отличием в 2016 году. В том же году он поступил в магистратуру истории того же университета. За диссертацию «Церковь Пафоса во время турецкой оккупации» он также получил с отличием звание второго магистра в 2018 году.
23 февраля 2023 года решением Священного Синода Кипрской православной церкви был избран митрополитом Пафским, получив 15 из 16 голосов членов высшего церковного органа. Еще один голос был отдан в пользу архимандрита Иоанна (Иоанну). Третий участник борьбы за пост митрополита Пафского — епископ Амафунтский Николай (Тимиадис) — не получил поддержки участников заседания Синода.
12 марта 2023 года в Святой церкви апостола Варнавы Никосии он был рукоположен в сан митрополита Пафского. Хиротонию совершили: архиепископ Кипра Георгий, митрополитов Китийский Нектарий (Спиру), митрополит Киренийский Хризостом (Папатомас), митрополит Лимассольский Афанасий (Николау), митрополит Константский Василий (Караяннис), митрополит Тамасский Исаия (Киккотис), митрополит Тримифунтский Варнава (Ставровуниотис), епископ Карпасийский Христофор (Циаккас), епископ Арсинойский Панкратий, епископ Амафунтский Николай (Тимиадис), епископ Лидрский Епифаний (Махериотис), епископ Хитронский Леонтий (Энглистриотис), епископ Неапольский Порфирий (Махериотис) и епископ Месаорийский Григорий (Хадзиураниу). 12 марта в митрополичьей церкви состоялась интронизация.
22 мая 2025 года Священный Синод Кипрской Православной Церкви принял решение низложить митрополита Тихика с Пафского престола. Однако, несмотря на решение отстранить его от должности, после рассмотрения жалоб, поданных против митрополита Пафского, было также решено, что указанный иерарх останется епископом Кипрской церкви и членом Священного Синода. Это означает, что теперь он находится в распоряжении Церкви, которая будет распределять его обязанности по своему усмотрению. Священный Синод также присвоит ему титул и должность. Должность местоблюстителя Пафской митрополии архиепископ Кипрский Георгий взял на себя.